# Serguei Kolésnikov
Serguei Aleksàndrovitx Kolésnikov (en rus Серге́й Александрович Колесников) (3 de setembre de 1986) és un ciclista rus, que fou professional del 2005 al 2011. Va combinar el ciclisme en pista, on va guanyar diverses medalles, amb la carretera.

## Palmarès en ruta
- 2006
  - 1r a la Roue tourangelle
  - 1r a la Clàssica Loira Atlàntic
  - 1r al Circuit de les Ardenes i vencedor d'una etapa
  - 1r al Tour de Finisterre
  - 1r al Gran Premi de Sotxi i vencedor d'una etapa
  - 1r al Tour de Hainan
  - 1r al Gran Premi Riga
  - 1r a la Ruta d'Or
  - 1r a la Ronde mayennaise
  - 1r a la Routa de l'Atlàntic
  - 1r al Trofeu de l'Essor
  - 1r al Tour del Cantó de Saint-Ciers
- 2009
  - 1r a la Bałtyk-Karkonosze Tour
  - Vencedor d'una etapa de la Volta a Costa Rica

## Palmarès en pista
- 2005
  -  Campió d'Europa sub-23 en Persecució per equips (amb Valeri Valinin, Ivan Kovaliov i Aleksandr Khatúntsev)

### Resultats a laCopa del Món
- 2005-2006
  - 1r a la Classificació general, en Puntuació